# Barro Preto
Barro Preto is een gemeente in de Braziliaanse deelstaat Bahia. De gemeente telt 6.417 inwoners (schatting 2009).

## Aangrenzende gemeenten
De gemeente grenst aan Ibicaraí, Itabuna en Itajuípe.